# Шеффлера
Шеффле́ра (лат. Schéfflera) — род растений семейства Аралиевые (Araliaceae), включающий 13 видов из Океании.
Популярное садовое и комнатное растение под коммерческим названием «Шеффлера», в соответствии с современной систематикой, классифицируется как Гептаплеурум древовидный (Heptapleurum arboricola).

## Название
Назван по имени польского ботаника и врача Иоганна Петера Эрнста фон Шеффлера (нем. Johann Peter Ernst von Scheffler, пол. Jan Piotr Ernest Szefler, 1739, Данциг — около 1809, Варшава).

## Ботаническое описание
Представители рода — кустарники и деревья, которые могут достигать 1,5—2,5 метра в высоту.
Листья сложные, рассечены на 4—12 долей. С возрастом ствол дерева оголяется, листья остаются только на вершине.
Соцветия метельчатые или кистевидные.

## Распространение
Новая Зеландия и восточные острова Меланезии (Фиджи, Вануату, Новая Каледония, Самоа).

## Таксономия

### Виды
Ранее род Шеффлера охватывал сотни видов, однако филогенетические исследования, проведенные в 2000-х, установили полифилию этого таксона, в связи с чем большинство видов были выделены в различные роды.
В настоящее время род включает 13 видов:
- Schefflera balansana Baill., 1878
- Schefflera candelabrum Baill., 1878
- Schefflera coenosa (R.Vig.) Frodin, 2003 publ. 2004
- Schefflera digitata J.R.Forst. & G.Forst., 1776 (Шеффлера пальчатая)
- Schefflera euthytricha A.C.Sm., 1967
- Schefflera kerchoveiana (Veitch ex W.Richards) Frodin & Lowry
- Schefflera leratii R.Vig., 1776
- Schefflera neoebudica Guillaumin, 1937
- Schefflera ouveana (Däniker) Frodin, 2003 publ. 2004
- Schefflera pseudocandelabrum R.Vig. R.Vig., 1909
- Schefflera samoensis (A.Gray) Harms, 1894
- Schefflera vieillardii Baill., 1878
- Schefflera vitiensis (A.Gray) Seem., 1865

### Близкородственные роды, ранее считавшиеся синонимами рода Шеффлера
- Actinomorphe (Miq.) Miq.
- Actinophyllum Ruiz & Pav.
- Agalma Miq.
- Astropanax Seem.
- Bakeria Seem.
- Brassaia Endl.
- Cephaloschefflera (Harms) Merr.
- Crepinella Marchal
- Didymopanax Decne. & Planch.
- Dizygotheca N.E.Br.
- Geopanax Hemsl.
- Heptapleurum Gaertn.
- Neocussonia Hutch.
- Nesopanax Seem.
- Octotheca R.Vig.
- Parapanax Miq.
- Paratropia (Blume) DC.
- Plerandra A.Gray
- Scheffleropsis Ridl.
- Sciadophyllum P.Browne